# 扣篮
，是籃球比賽的一種得分手段。入樽時，運動員高高躍起並使勁把球放進籃框內，隨後他或會短暫抓著籃框，把整個人掛在籃框下。扣篮是成功率極高的得分方式，但需要運動員有極強跳躍能力和較高的個子，並不是人人能夠做到的動作。

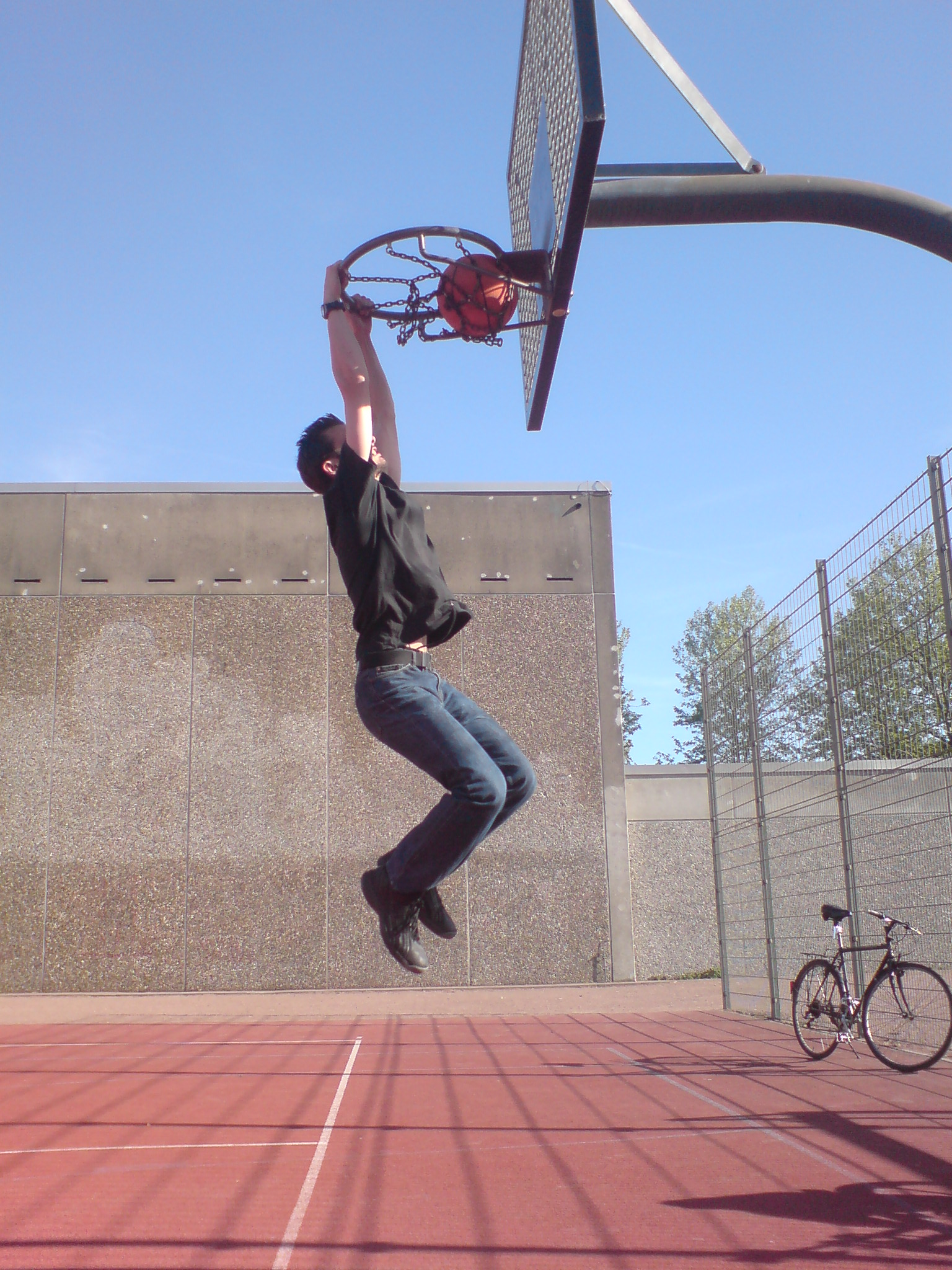
扣篮

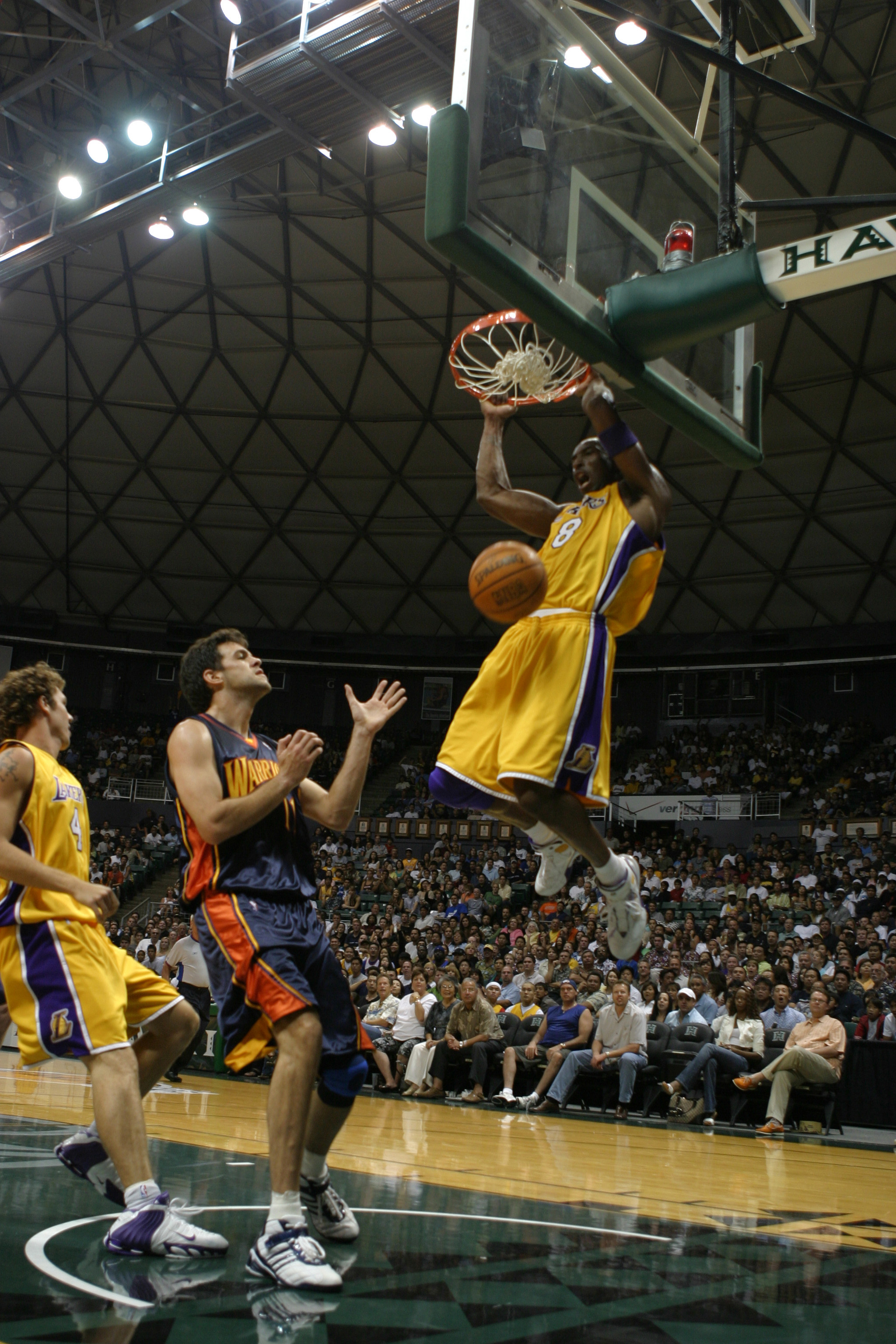
Kobe Bryant

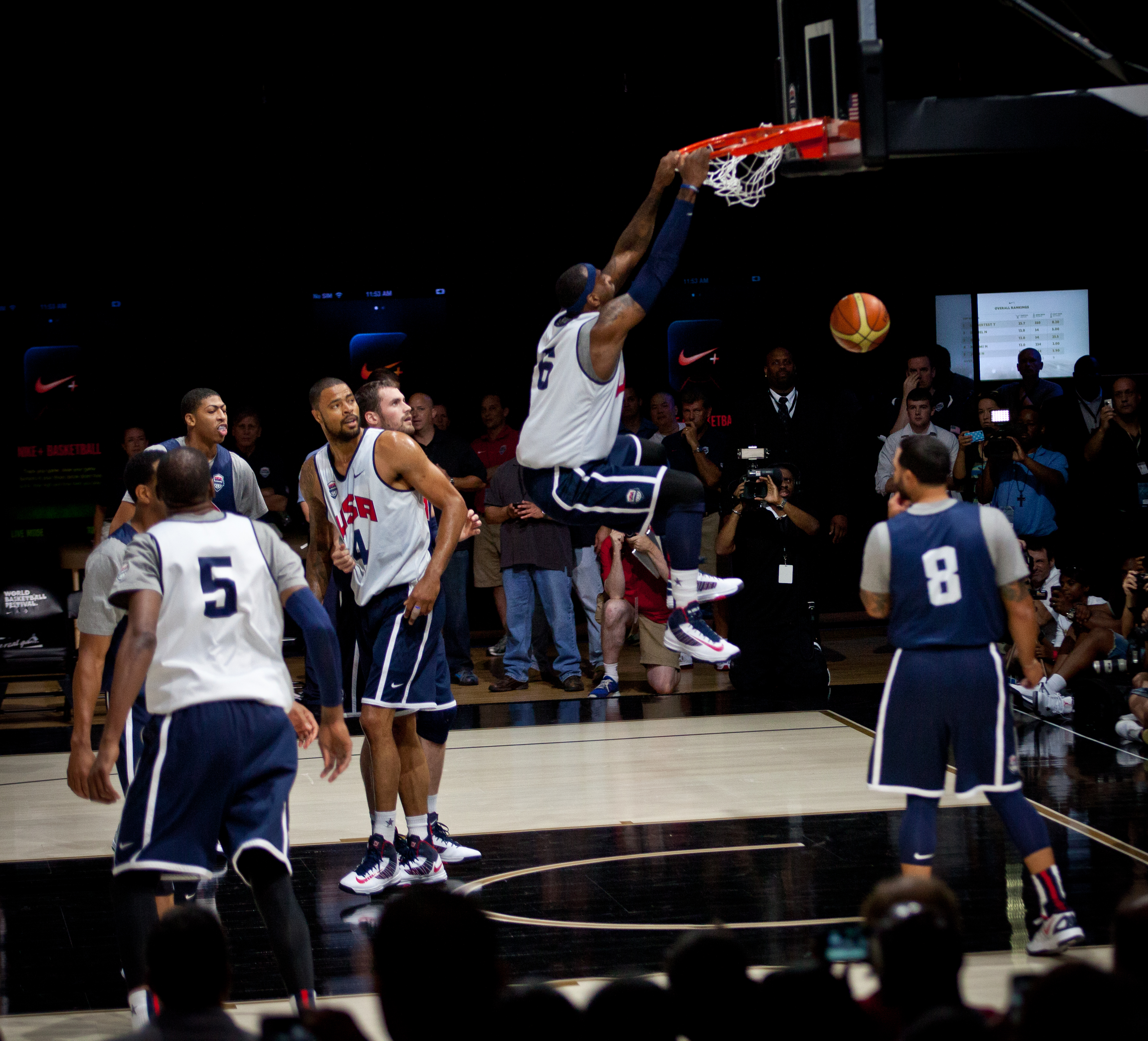
LeBron James 2012

運球後的灌籃

NBA的全明星赛周末设有NBA入樽大賽，是NBA內的扣篮高手表演的各種高難度扣篮動作的比賽。
- 空中接力
- 反手扣篮
- 大風車式灌籃
- 胯下換手
- 流星灌籃
- 戰斧式
- 飛身
- 360度
- 720度
- 罰球線起跳

- 扣篮動作需要較高技巧，如缺乏有關技術而胡亂嘗試，有可能對自身及他人構成危險。事實上，因嘗試扣篮而失手導致受傷的新聞亦偶有所聞。
- 在安全程度未達最高標準的籃球場進行扣篮，可將籃框扯脫，甚至使籃架倒下，這種情況下場方會架上「請勿扣篮」的標語。
- 籃框是否適合扣篮視乎設計有沒有內置彈簧。其中液壓式設計的籃框能承受的力度較大，在球員扣篮時，籃框受力而稍為下垂並卸力給彈簧，受力的是籃球架而非籃板，球員鬆手後籃框回復原來高度；至於沒有彈簧裝置的籃框，被「鋤樽」時直接受力，長久就會導致下垂（亦有可能是籃板裂開導致）或損壞。另外，液壓框亦能避免球員扣篮時意外損毀籃板，也能減低球員手腕受傷的機會。
- 而從法律角度講扣碎籃板是不需要賠償的。扣籃是正常情況不存在扣分行為。而籃板在製作時其設計標準扣籃應該是允許扣籃發生行為的。所以說扣籃者不需要為扣碎籃板承擔賠償責任。

1. ^ 據了解，早期的NBA無論身高球技如何都不允許球員扣篮，入樽被認為對籃框不敬等，有違體育精神，硬犯者將被判「技術犯規」。不過之後風氣逐漸開通，為了增加比賽的精彩度、可看度，才接受與開放比賽中可灌籃。
2. ^ 由於以手抓籃框的動作可能會破壞籃框、籃架或讓對方認為是挑釁行為，因此當球員入樽後，除非落地時會引起危險，否則裁判會判罰抓緊籃框不放過久的球員一次技術犯規。

- NBA.com: Destination Dunk （页面存档备份，存于）（英文）